# 大映電視
大映電視株式會社（日语：大映テレビ株式会社、だいえいテレビ）是位於日本東京都港區麻布台的一家公司，主要業務是電視劇製作。這家公司的前身是大映的電視電影製作部門，在1971年成為獨立公司。TBS電視台和富士電視台有眾多電視劇由該公司製作。

## 外部連結
- 大映テレビ株式会社 （页面存档备份，存于）